# Cordyloporus pulcher
Cordyloporus pulcher är en mångfotingart som beskrevs av Carl 1905. Cordyloporus pulcher ingår i släktet Cordyloporus och familjen Chelodesmidae. Inga underarter finns listade i Catalogue of Life.